# A Double Deception (film 1911)
A Double Deception è un cortometraggio muto del 1911 diretto da Lewin Fitzhamon.

## Trama
Destinati a sposarsi tra di loro dai genitori, due giovani - che si sono travestiti da domestici - si innamorano l'uno dell'altra.

## Produzione
Il film fu prodotto dalla Hepworth.

## Distribuzione
Distribuito dalla Hepworth, il film - un cortometraggio di 213 metri - uscì nelle sale cinematografiche britanniche nel giugno 1911.
Si conoscono pochi dati del film che, prodotto dalla Hepworth, fu distrutto nel 1924 dallo stesso produttore, Cecil M. Hepworth. Fallito, in gravissime difficoltà finanziarie, il produttore pensò in questo modo di poter almeno recuperare il nitrato d'argento della pellicola.